# Erik Dahlbergh
Erik Jönsson Dahlbergh, ou Erik von Dahlberg, né le 10 octobre 1625 à Stockholm et mort le 16 janvier 1703, est un comte suédois, reconnu à la fois en tant que militaire et architecte.
Il est connu pour l’impressionnante collection de gravures, intitulée Suecia Antiqua et Hodierna (« La Suède ancienne et moderne »), publiée entre 1660 et 1716.

## Biographie

### Formation
Né à Stockholm dans une famille peu fortunée, Erik Dahlbergh est rapidement orphelin. À 13 ans, il apprend la lecture et l’écriture à Hambourg, et en 1641 est employé par Gert Rehnskiöld, gestionnaire des régions de Poméranie et de Mecklembourg. Ayant la charge des forteresses de ces régions, il se distingue en tant qu’ingénieur,
En conséquence de la guerre de Trente Ans et du traité de Westphalie, le commandement militaire suédois dépêche Dahlbergh à Francfort-sur-le-Main en 1650, pour récupérer les 120 000 riksdaler dus par les Souabes, les Rhénans et les Franconiens au titre d’indemnités de guerre. La mission prend trois ans, au cours desquels Dahlbergh étudie les mathématiques, l’architecture militaire et la perspective. Peu de temps après son retour en Suède, il entreprend un voyage en France et en Italie, où il approfondit ses connaissances en architecture. Il prévoit de continuer son voyage par un périple à Constantinople et en Égypte, mais il est rappelé à l’approche de la guerre.

### Carrière militaire
Il participe à la première guerre du Nord en tant qu’adjudant-général et conseiller technique de Charles X de Suède à la Marche des Belts — la traversée du Petit Belt et du Grand Belt, deux détroits gelés en cet hiver 1657 —, permettant les sièges de Copenhague et de Kronborg, qui débouchent sur le traité de Roskilde. Il est nommé lieutenant-colonel en 1660, et décline une invitation de Charles II d’Angleterre à entrer au service de la Couronne britannique.
En 1676, il est nommé directeur général des fortifications de la couronne suédoise. Les vingt-cinq années qu’il passe à ce poste voient la guerre de Scanie. Il participe à la grande guerre du Nord, jouant un rôle important en 1700 dans la défense des deux sièges de Riga. Son travail dans la réparation des forteresses qu’il avait à charge lui valut le surnom de « Vauban de Suède », en référence à l’ingénieur-architecte français Vauban. Il a aussi fondé le corps des ingénieurs suédois. Il se retire en 1702 avec le grade de fältmarskalk, et meurt l’année suivante.

## Titres
- Gouverneur du comté de Jönköping (1687–1693)
- Gouverneur-général de Brême-et-Verden (1693)
- Fältmarskalk (1693)
- Gouverneur-général de Livonie (1696–1702)